# Alexiidae
Alexiidae es una familia de coleópteros polífagos.

## Géneros
La familia tiene 53 especies y un solo género, Sphaerosoma dividido en cuatro subgéneros: Lamprosoma,  Arthrosphaerula, Neosphaerula, Sphaerosoma.
Sphaerosoma Samouelle, 1819
- Sphaerosoma algiricum Reitter, 1889)
- Sphaerosoma alutaceum Reitter, 1883)
- Sphaerosoma antennarium Apfelbeck, 1909
- Sphaerosoma apuanum Reitter, 1909
- Sphaerosoma asiaticum Roubal, 1932
- Sphaerosoma basicollis Fairmaire, 1893)
- Sphaerosoma bicome Peyerimhoff, 1917
- Sphaerosoma bosnicum Reitter, 1885)
- Sphaerosoma carniolicum Apfelbeck, 1915
- Sphaerosoma carpathicum Reitter, 1883
- Sphaerosoma circassicum Reitter, 1888
- Sphaerosoma clamboides Reitter, 1888
- Sphaerosoma compressum Reitter, 1901
- Sphaerosoma corcyreum Reitter, 1883
- Sphaerosoma csikii Apfelbeck, 1915
- Sphaerosoma diversepunctatum Roubal, 1932
- Sphaerosoma fiori Ganglbauer, 1899
- Sphaerosoma globosum Sturm, 1807
- Sphaerosoma hemisphaericum Ganglbauer, 1899
- Sphaerosoma hispanicum Obenberger, 1917
- Sphaerosoma laevicolle Reitter, 1883
- Sphaerosoma latitarse Apfelbeck, 1915
- Sphaerosoma lederi Reitter, 1888
- Sphaerosoma leonhardi Apfelbeck, 1915
- Sphaerosoma libani Sahlberg, 1913
- Sphaerosoma maritimum Reitter, 1904
- Sphaerosoma merditanum Apfelbeck, 1915
- Sphaerosoma meridionale Reitter, 1883
- Sphaerosoma nevadense Reitter, 1883
- Sphaerosoma normandi Peyerimhoff, 1917
- Sphaerosoma obscuricorne Obenberger, 1917
- Sphaerosoma obsoletum Reitter, 1883
- Sphaerosoma paganetti Obenberger, 1913
- Sphaerosoma pilosellum Reitter, 1877
- Sphaerosoma pilosissimum Frivaldszky, 1881
- Sphaerosoma pilosum Panzer, 1793
- Sphaerosoma pubescens Frivaldszky, 1881
- Sphaerosoma punctatum Reitter, 1878
- Sphaerosoma puncticolle Reitter, 1883
- Sphaerosoma purkynei Obenberger, 1917
- Sphaerosoma quercus Samouelle, 1819
- Sphaerosoma rambouseki Apfelbeck, 1916
- Sphaerosoma reitteri Ormay, 1888
- Sphaerosoma rotundatum Obenberger, 1913
- Sphaerosoma scymnoides Reitter, 1885
- Sphaerosoma seidlitzi Reitter, 1889
- Sphaerosoma shardaghense Apfelbeck, 1915
- Sphaerosoma solarii Reitter, 1904
- Sphaerosoma sparsum Reitter, 1909
- Sphaerosoma sturanyi Apfelbeck, 1909
- Sphaerosoma subglabrum Peyerimhoff, 1917
- Sphaerosoma sublaeve Reitter, 1883
- Sphaerosoma tengitinum Peyerimhoff, 1917
- Sphaerosoma vallombrosae Reitter, 1885
- Sphaerosoma winneguthi Apfelbeck, 1915